# Union Road
Union Road es un municipio rural canadiense situado en la provincia de Isla del Príncipe Eduardo.

## Superficie
Union Road tiene una superficie de 10,33 km².

## Demografía
En 2021, tenía 213 habitantes, una densidad poblacional de 20,6 hab./km², y 82 viviendas.